# Aleuroplatus alcocki
Aleuroplatus alcocki es un hemíptero de la familia Aleyrodidae, con una subfamilia: Aleyrodinae.
Fue descrita científicamente por primera vez por Peal en 1903.